# Чирынай
Чирына́й — река на Дальнем Востоке России. Протекает по территории Анадырского района Чукотского автономного округа. Длина реки 127 км, площадь бассейна 2060 км².
Названа по одноимённой сопке, в переводе с чукот. — «глинистая гора».
Берёт начало на северных склонах Непроходимого хребта Корякского нагорья, впадает в Великую, являясь её правым притоком.
Притоки (от устья): Ажурная, Кривая, Мелкая, Извилистая, Чирынайэнничкиваамкай, Енатпытваргываам, Сухой, Эльгеваам, Маёчгытконваам, Вилюй, Чёткий, Железный, Крестовка, Упрямый.
В пойме реки встречаются небольшие скопления чозении, сменяемые тополёвыми зарослями в сочетании с ивняками и ерниками.
В водах Чирыная обитают хариус и щука, заходит кета.